# Кюне, Симон
Симон Кюне (нем. Simon Kühne; род. 30 апреля 1994, Фельдкирх, Форарльберг) — лихтенштейнский футболист, вингер клуба «Мейнинген». Нападающий национальной сборной Лихтенштейна.

## Клубная карьера
Кюне начал свою карьеру в «Мейнингене». В 2007 году он перешел в «Blau-Weiß Feldkirch», через которого он перешёл в «AKA Vorarlberg» в 2008 году. На сезон 2012/13 он перешел во второй дивизион «Аустрия Лустенау». Он дебютировал во втором дивизионе в июле 2012 года, когда вышел на замену Патрику Саломону в первый день этого сезона против «Капфенберга» на 86-й минуте. Летом 2014 года перешёл в четвёртый дивизион «Эшен-Маурен». После шести месяцев в Лихтенштейне Кюне вернулся в «Санкт-Галлен» в феврале. В сезоне 2016/17 он вернулся в «Эшен-Маурен».

## Международная карьера
Родился в Австрии, но перешёл в гражданство Лихтенштейна. Играл в молодёжной сборной Лихтенштейна, за которую в 10 играх забил 3 мяча. Дебютировал в основной сборной Лихтенштейна в 2014 году в товарищеском матче против Беларуси.